# Corto 5
Corto 5 era un contenitore di cortometraggi trasmesso da Canale 5 dall'estate 2002 fino al 2006.
Era trasmesso tutti i sabato pomeriggio e in occasioni particolari come capodanno veniva trasmessa una maratona di corti che durava tutta la notte, chiamata "La notte più lunga dell'anno".
Le sigle utilizzate per il programma sono state 2:
- Something Special - De-Phazz
- Rumba Verso Il Buco - Ezio Bosso